# Aprilia SL 750 Shiver
Pour les articles homonymes, voir Sl, 750 (nombre) et Shiver.
La SL Shiver 750 est une moto produite par la marque italienne Aprilia. Elle reprend le nom d'un prototype présenté en 1995 et motorisé par un bicylindre en V de 750 cm3. Elle se classe dans la catégorie des roadsters. C'est le premier modèle de moyenne cylindrée de la marque construit depuis son rachat par le groupe Piaggio. Elle a été présentée au salon EICMA de Milan en 2006, en même temps que la NA 850 Mana.

## Caractéristiques
Le moteur a été entièrement conçu par Aprilia. D'une cylindrée de 750 cm3, il développe, sur ce modèle, 95 ch et offre un couple de 8,35 kg m. C'est un bicylindre en V à 90°, quatre temps, quatre soupapes par cylindre, double arbres à cames en tête. 
La Shiver est la première moto de sa catégorie à bénéficier d'un système de contrôle d'ouverture des gaz par gestion électronique appelé « Ride-By-Wire » (ce système avait déjà été monté en série sur la sportive Yamaha YZF-R6 (en)), remplaçant la commande par câble. La rotation de la poignée des gaz est interprétée par un calculateur, qui actionne les papillons d'injection à son tour. Les paramètres pris en compte sont : la poignée de gaz, la température, la pression atmosphérique, le taux d'humidité de l'air ainsi que le rapport engagé. Perfectible lors des premiers essais par la presse spécialisée, ce système a dû être corrigé par les ingénieurs italiens, pour une réponse du moteur plus rapide et moins brutale lors de la rotation de la poignée de gaz.
Les étriers de frein avant adoptent une fixation radiale.
Le pot d'échappement est en acier inoxydable, de type 2-1-2 catalysé. Il répond aux normes Euro 3.

## Évolutions et coloris
En décembre 2007, une mise à jour du Ride-By-Wire est disponible en concession pour corriger les démarrages difficiles, augmenter le couple à mi-régimes et les reprises.
En février 2008, une nouvelle présentation est organisée pour la presse. Elle offre désormais le système de triple cartographie modifiable au guidon, déjà disponible sur la Mana.
- Mode Sport : intègre la mise à jour précédente, toute la puissance et le couple sont disponibles.
- Mode Touring : apporte plus de douceur à bas et moyen régimes.
- Mode Rain : diminue le couple et la puissance d'environ 35 %, pour les conditions d'adhérence précaires.

L'année 2009, voit arriver une version équipée de l'ABS : la Shiver GT. Trois couleurs disparaissent du catalogue et deux nouvelles sont proposées (Fluo Red et Solaris Yellow). Le cadre doré n'est plus proposé non plus.

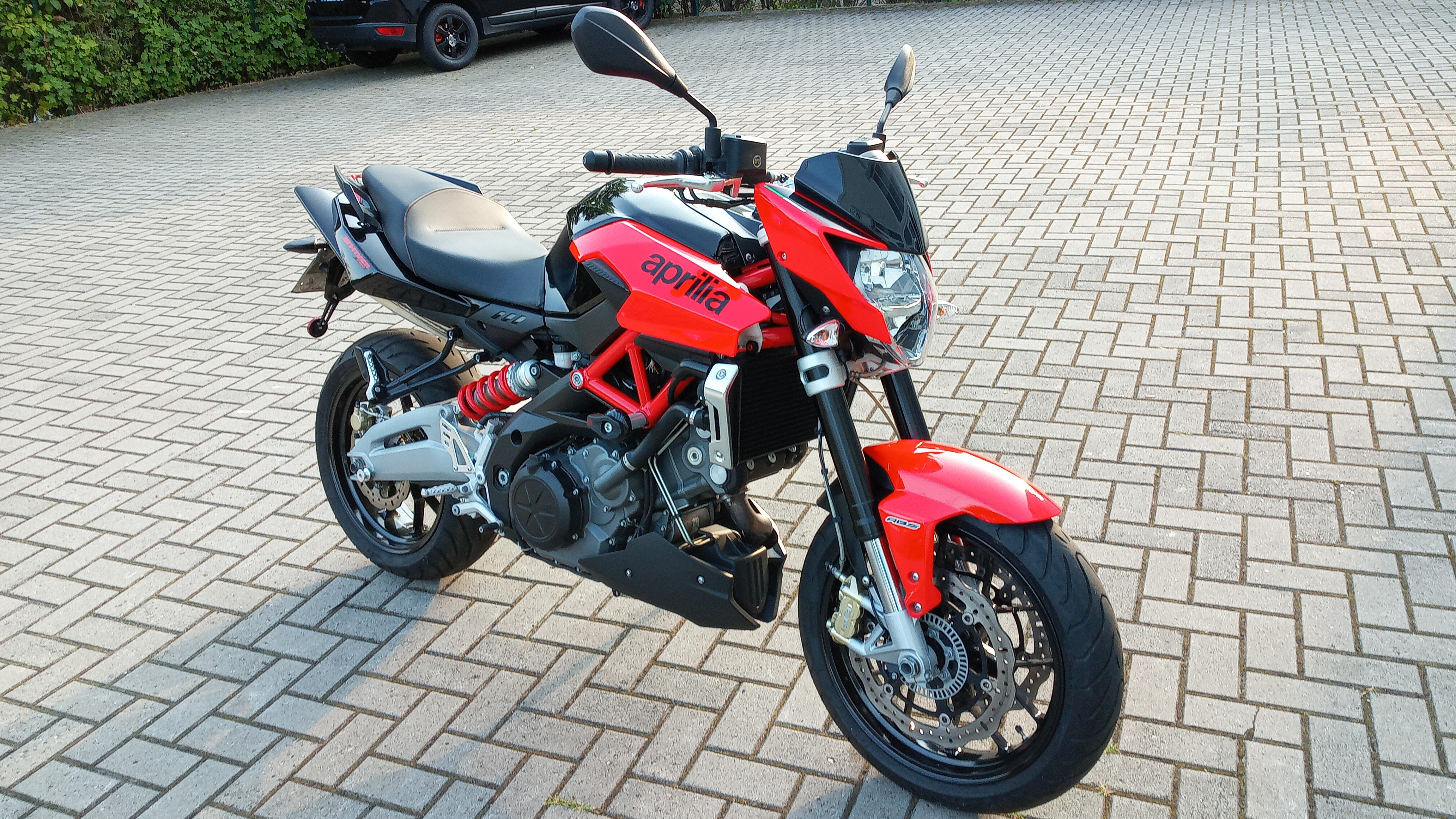
Shiver 750 nouvelle version.

L'année 2010,,,, voit arriver à son tour une nouvelle version, dotée d'une tête de fourche, d'écopes de radiateur redessinées, de disques de frein « pétale » et de nouveaux coloris, elle intègre aussi une mise à jour du Ride-By-Wire qui offre une meilleure réponse, une fourche avant durcie, voit disparaître le warning, les diabolos de béquille d'atelier arrière.
Les défauts de jeunesse sont corrigés : hauteur de selle revue (modification du réglage d'amortisseur et selle retaillée), poignées passager redessinées.
Les coloris disponibles sont :
| Année        | Couleur           | Couleur     | Couleur        | Couleur           | Couleur     |
| ------------ | ----------------- | ----------- | -------------- | ----------------- | ----------- |
| 2007 et 2008 | Competition Black | Cult White  | Fever Silver   | Couture Blue      | Code Orange |
| 2009 et 2010 | Competition Black | Cult White  | Solaris Yellow | Fluo Red          | Damasco Red |
| 2011         | Aprilia Black     | Glam        | Silver Crowd   |                   |             |
| 2012 et 2013 | Aprilia Black     | Glam        | Silver Crowd   |                   |             |
| 2014         | Aprilia Black     | Formula Red | Silver Crowd   | Competition Black |             |
| 2015 et 2016 | Aprilia Black     | Formula Red |                |                   |             |

## Aprilia SL 900 Shiver
La SL Shiver 900 est une évolution de la SL 750. Elle a été présentée au salon EICMA de Milan en 2016.

## Caractéristiques
Le moteur voit une augmentation de 11 mm de la course des pistons sans toucher à l'alésage. La puissance maximum ne change pas, en revanche le couple passe de 8,25 à 9,17 kg m. La puissance et le couple maxi sont obtenus plus tôt, respectivement à 8 750 et 6 500 tr/min. 
Le ride-by-wire est reconduit dans une version optimisée et allégée de 500 g. La lubrification et la gestion moteur sont mis à jour. Un contrôle de traction est ajouté et l'ABS deux canaux est de série.
Pour les jeunes permis, un kit de bridage est toujours disponible pour transformer la catégorie en A2.
Elle dispose d'un tout nouveau combiné d'instrumentation à technologie TFT offrant un écran couleur mais toujours une absence de jauge essence.

## Coloris
| 2017 | Evolution White | Pulsar Grey    | Raptor Green    |
| 2018 | Evolution White | Pulsar Grey    | Raptor Green    |
| 2019 | Innovation Dark | Hi-Tech Silver | Challenging Red |
| 2020 | Innovation Dark | Hi-Tech Silver | Challenging Red |